# Going Shopping
Pour plus de détails, voir Fiche technique et Distribution.
Going Shopping est un film américain réalisé par Henry Jaglom, sorti en 2005.

## Synopsis
Holly tient une boutique de vêtements chics à Santa Monica. Adam, son amant et comptable, est parti avec la caisse et Holly doit absolument réaliser d'importantes ventes pendant le week-end de la fête des mères pour sauver sa boutique. Durant ce week-end frénétique, Holly doit aussi gérer des relations délicates avec Winnie, sa mère, et Coco, sa fille, et entame un flirt avec Miles. Tout au long du film, des clientes évoquent le rôle que le shopping joue dans leurs vies.

## Fiche technique
- Réalisation : Henry Jaglom
- Scénario : Henry Jaglom et Victoria Foyt
- Photographie : Hanania Baer
- Musique : Harriet Schock
- Sociétés de production : The Rainbow Film Company et Revere Entertainment
- Pays d'origine :  États-Unis
- Langue originale : anglais
- Format : couleur - 1,85:1 - stéréo
- Genre : comédie dramatique
- Durée : 106 minutes
- Dates de sortie : 
  -  États-Unis : 30 septembre 2005 (sortie limitée)

## Distribution
- Victoria Foyt : Holly Gilmore
- Rob Morrow : Miles
- Lee Grant : Winnie
- Mae Whitman : Coco
- Bruce Davison : Adam
- Jennifer Grant : Quinn
- Cynthia Sikes : Lisa
- Martha Gehman : Melanie
- Juliet Landau : Isabella
- Pamela Bellwood : la propriétaire

## Accueil
Le film n'a connu qu'une sortie limitée dans 6 salles de cinéma aux États-Unis et a rapporté 31 900 $ au box-office américain.
Il obtient 40 % de critiques positives, avec une note moyenne de 5/10 et sur la base de 30 critiques collectées, sur le site Rotten Tomatoes. Sur Metacritic, il obtient un score de 56/100 sur la base de 15 critiques collectées.